# De Verrezen Heer

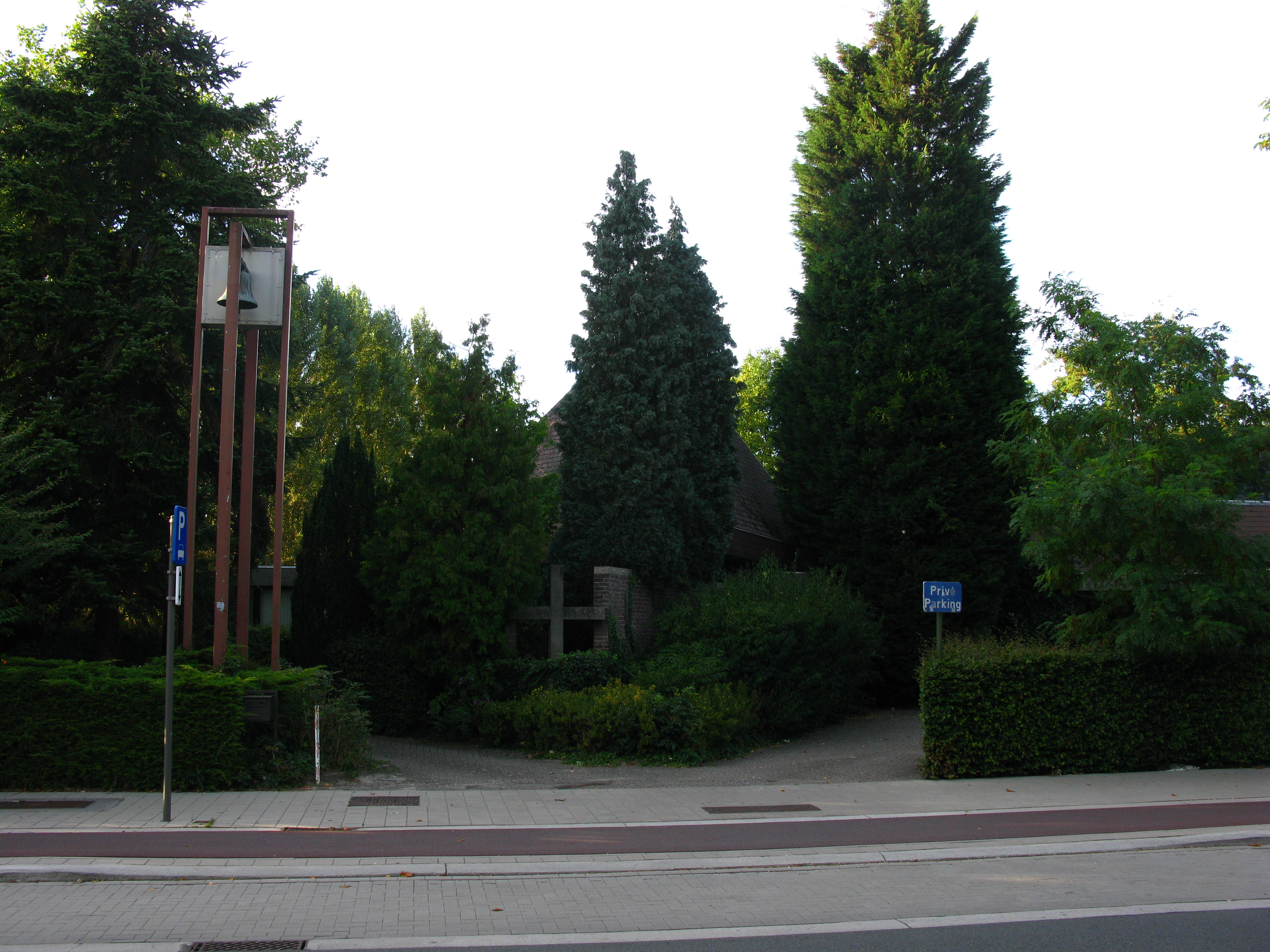
De Verrezen Heer in Berchem

De Verrezen Heer is een parochiekerk in de tot de gemeente Antwerpen behorende plaats Berchem, gelegen aan de Berchemstadionstraat 8.
Deze kerk werd gebouwd in 1977-1978 naar ontwerp van Wald Van Raemdonck in de stijl van het naoorlogs modernisme.
Het is een eenvoudig kerkgebouw in laagbouw, voorzien van een hoog piramidevormig dak. De uit staalprofiel opgebouwde klokkentoren staat los van het kerkgebouw.